# Stefan Gierowski

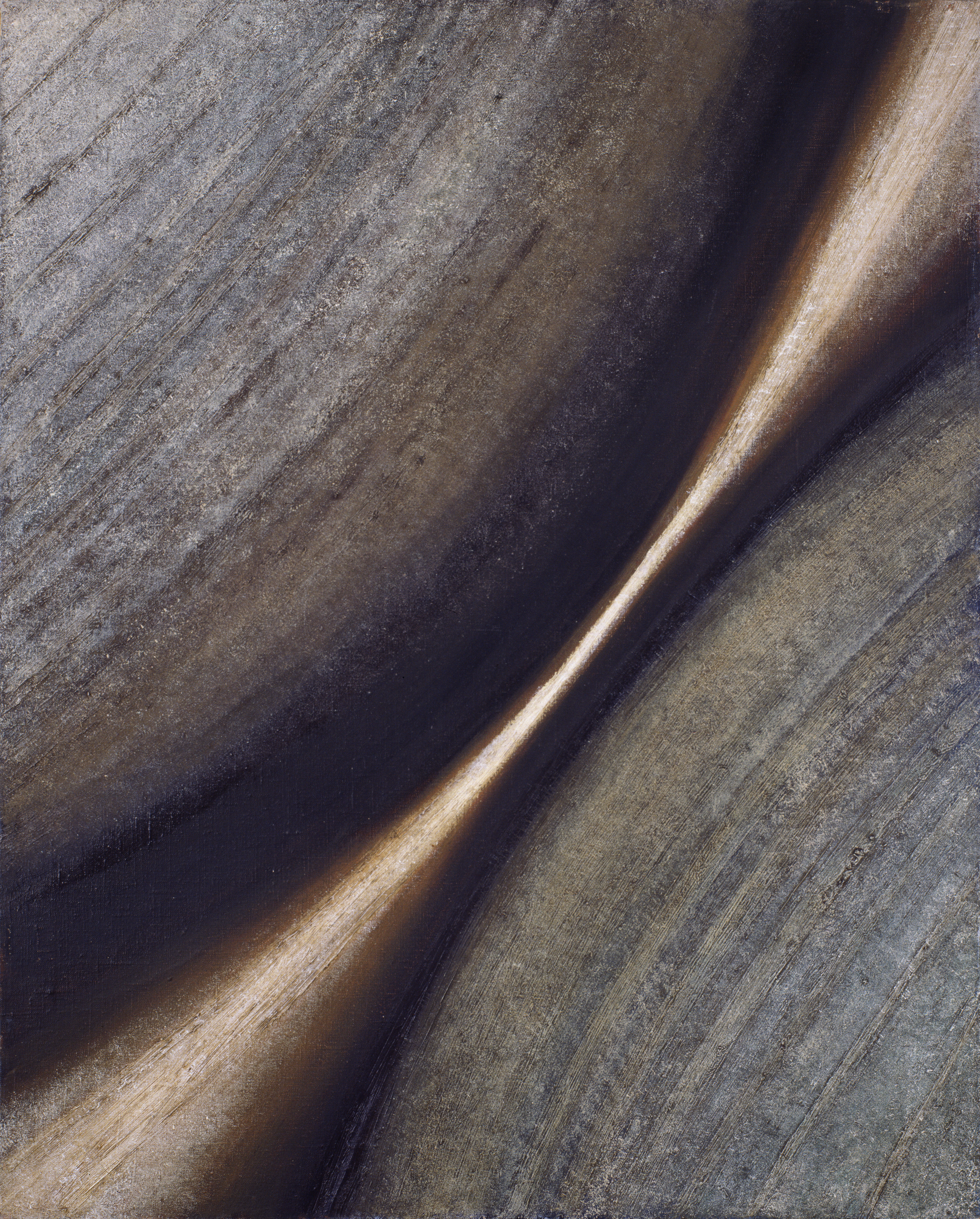
Stefan Gierowski, CXCIII. kép, 1965

Stefan Gierowski (Częstochowa, 1925. május 21. – 2022. augusztus 14.) lengyel festő.

## Életpályája

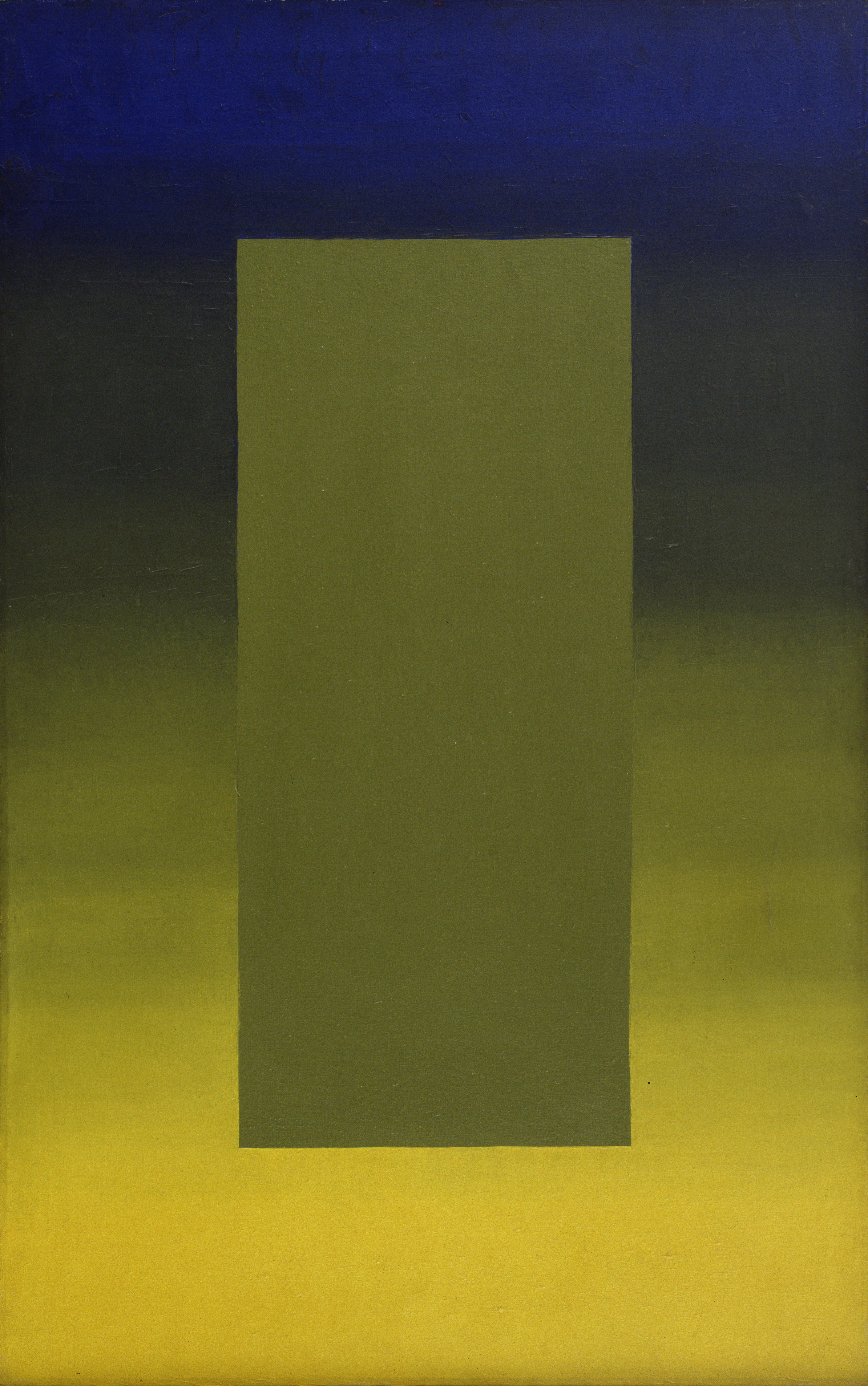
Stefan Gierowski, CCCLXXI kép, 1976

1945–1948 között művészettörténetet tanult Vojeslav Molénál a Jagelló Egyetemen. A Krakkói Képzőművészeti Akadémián Zbigniew Pronaszko műtermeiben tanult, valamint  Karol Frycznél, ahol építészeti festményeket és színházi díszletterveket készített. 1949-ben Varsóba ment, ahol több évig működött együtt Marian Bogusz Krzywe Koło Galériájával.
1962–1996 között a varsói Képzőművészeti Akadémián tanított. 1975–1981 között a Festészettudományi Kar dékánja volt. Miután az 1980-as években csatlakozott az ellenzéki körökhöz, 1983-ban az akadémia rektorává választását a katonai kormány megakadályozta. A tanítványai közé tartoznak Marek Sobczyk és Jarosław Modzelewski.
Gierowski a lengyel avantgárd festészet egyik kiemelkedő képviselője. A figuratív kezdetektől az 1950-es években jutott el az absztrakt festészetig, ahol az 1980-as évektől geometrikus formák és intenzív színek határozták meg a képeit. Műveit egyéni és csoportos kiállításokon mutatták be Lengyelországban és külföldön, a Poznańi Nemzeti Múzeum pedig 2000-ben retrospektív kiállítást tartott a műveiből.

## Fordítás
- Ez a szócikk részben vagy egészben  a   Stefan Gierowski című német Wikipédia-szócikk ezen változatának fordításán alapul.  Az eredeti cikk szerkesztőit annak laptörténete sorolja fel. Ez a jelzés csupán a megfogalmazás eredetét és a szerzői jogokat jelzi, nem szolgál a cikkben szereplő információk forrásmegjelöléseként.